# Deh Gap-e Mahmudi
Deh Gap-e Mahmudi (persa y luri: ده گپمحمودي, también romanizado como Deh Gap-e Maḩmūdī; también conocido como Deh-e Gap y Deh Gap)[1] es un pueblo del distrito rural de Doshman Ziari, distrito de Doshman Ziari, condado de Mamasani, provincia de Fars, Irán. En el censo de 2006, su población era de 609, en 167 familias.